# Bolide de Thaïlande du 7 septembre 2015
Un météore a été observé (et filmé en direct) au-dessus de la Thaïlande le matin du 7 septembre 2015.

## Hypothèses sur l'origine du météore
La nature de l'objet à l'origine de cet événement, débris de satellite artificiel ou météoroïde (petit astéroïde), n'était initialement pas indéterminée.
Cependant, l'hypothèse d'un satellite artificiel est aujourd'hui défavorisée pour plusieurs raisons. Tout d'abord, l'objet observé avait une vitesse élevée, trop élevée pour un débris de satellite. un mouvement ayant une composante allant de l'est vers l'ouest (alors que les satellites vont de l'ouest vers l'est) et du sud vers le nord. L'hypothèse favorisée aujourd'hui est celle d'un astéroïde de quelques mètres qui se serait désintégré dans l'atmosphère.
Certains médias avaient évoqué la chute du satellite Flock 1B-11 pour expliquer le phénomène. Cependant, celui-ci est tombé dans l'océan Indien le 6 septembre à 21 h 34 TU. Le satellite avait certes survolé la Thaïlande lors de son orbite précédente mais ne s'y est pas écrasé. Par ailleurs, l'heure ne correspond pas à celle du météore observé.